# Szentesi Károly
Szentesi Károly, Szentflében (Csepel, 1926. június 4. – Budapest, 2011. október 20.) labdarúgó, csatár.

## Pályafutása
1944 és 1956 között volt a Csepel labdarúgója. 135 mérkőzésen szerepelt és 25 gólt szerzett- Tagja volt az 1947–48-as bajnokcsapatnak. 1956. július 1-jén szerepelt utoljára az NB I-ben a Bp. Honvéd ellen, ahol csapata 7–1-es vereséget szenvedett.

## Sikerei, díjai
- Magyar bajnokság
  - bajnok: 1947–48